# Luisito Pié
Luisito Pié (ur. 4 marca 1994 w Bayaguana) – dominikański zawodnik taekwondo, brązowy medalista letnich igrzysk olimpijskich z Rio de Janeiro w kategorii do 58 kg. 

## Kariera sportowa
W 2013 wziął udział w igrzyskach boliwaryjskich. Zdobył srebrny medal w kategorii do 58 kg. W 2015 na Igrzyskach Panamerykańskich zdobył srebrny medal. W lutym 2016 zdobył brązowy medal w rozgrywkach US Open w Reno w kategorii 63 kg. Tym samym zdobył kwalifikacje do Letnich Igrzysk Olimpijskich 2016. Podczas tych igrzysk zdobył brązowy medal.

## Życie prywatne
Jego brat Bernardo również jest zawodnikiem taekwondo.